# Pieter van der Does

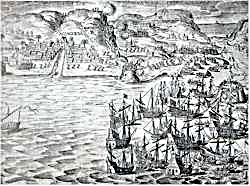
Angriff von van der Does auf Las Palmas

Pieter van der Does (* 17. Januar 1562 in Leiden; † 24. Oktober 1599 in São Tomé und Príncipe) war ein niederländischer Admiral.
Er stammt aus dem Adelsgeschlecht Van der Does und war der jüngste Sohn von Jacob van der Does (um 1500 bis 1577), der Schöffe in Leiden war. Pieter van der Does wurde im August 1586 Kommandant (Superintendent) der niederländischen Flotte und war in dieser Funktion bei der Bekämpfung der spanischen Armada 1588 beteiligt. Er kreuzte vor der flämischen Küste um die Vereinigung des Herzogs von Parma mit der Armada zu verhindern. Dabei versenkte er auch einige spanische Galleonen und eroberte zwei weitere (die San Felipe und die San Matteo, wobei die Flagge der letzteren in Leiden ausgestellt wurde). Als Anerkennung wurde er 1588 Leutnant-Admiral von Holland. 1587 wurde er Amtmann (Baljuw) und Deichgraf vom Rijnland und 1588 Haupt-Schöffe von Leiden. 1594 diente er an Land bei der Reductie van Groningen unter Wilhelm Ludwig (Nassau-Dillenburg) und wurde durch eine Kugel verwundet. 1595 wurde er Generalmeister der Artillerie und 1596 unterstützte er Moritz von Oranien im belagerten Hulst. 1599 wurde er als Kommandant  einer großen Expeditionsflotte mit 3000 Matrosen und 8000 Mann Landungstruppen nach Spanien geschickt und griff, nachdem er die spanischen Häfen wie Coruna gut bewacht fand, Las Palmas de Gran Canaria auf den Kanaren an. Er eroberte die Stadt und machte reiche Beute. Pieter van der Does war einer der ersten auf den Sturmleitern beim Angriff auf Las Palmas und wurde mehrfach verwundet. Danach wandte er sich, nachdem er die Hälfte der Flotte unter Jan Gerbrandsz. mit der Beute zurückgeschickt hatte, gegen spanische und portugiesische Besitzungen in Westafrika (er plante auch nach Brasilien zu fahren) und erkrankte wie ein Großteil seiner Leute an einer Seuche und starb auf Sao Tomé.
Er war seit 1586 mit der Admiralstochter Philipote van Duidenvoorde verheiratet, mit er eine Tochter Henrika hatte, die 1610 Adriaan van Mathenesse heiratete.